# Gornji Desinec
Gornji Desinec is een plaats in de gemeente Jastrebarsko in de Kroatische provincie Zagreb. De plaats telt 552 inwoners (2001).